# Bathyconchoecia
Bathyconchoecia is een geslacht van kreeftachtigen uit de klasse van de Ostracoda (mosselkreeftjes).

## Soorten
- Bathyconchoecia angeli George, 1977
- Bathyconchoecia arctica Angel, 1976
- Bathyconchoecia baskiae Poulsen, 1969
- Bathyconchoecia caini Ellis, 1989
- Bathyconchoecia deeveyae Kornicker, 1970
- Bathyconchoecia diacantha Deevey, 1975
- Bathyconchoecia galerita Deevey, 1968
- Bathyconchoecia georgei Kornicker & Rudjakov, 2004
- Bathyconchoecia hardingae Deevey, 1975
- Bathyconchoecia kornickeri Deevey, 1968
- Bathyconchoecia lacunosa Müller, G.W., 1906
- Bathyconchoecia laqueata Deevey, 1968
- Bathyconchoecia latrostris Poulsen, 1972
- Bathyconchoecia liui Yin, Chen & Li, 2014
- Bathyconchoecia longispinata Ellis, 1987
- Bathyconchoecia louiskornickeri Chavtur, 2001
- Bathyconchoecia nodosa Poulsen, 1972
- Bathyconchoecia omega Kornicker & Rudjakov, 2004
- Bathyconchoecia pacifica Chavtur, 2001
- Bathyconchoecia paulula Deevey, 1968
- Bathyconchoecia sagittarius Deevey, 1968
- Bathyconchoecia septemspinosa Angel, 1970